# Club delle 3000 valide

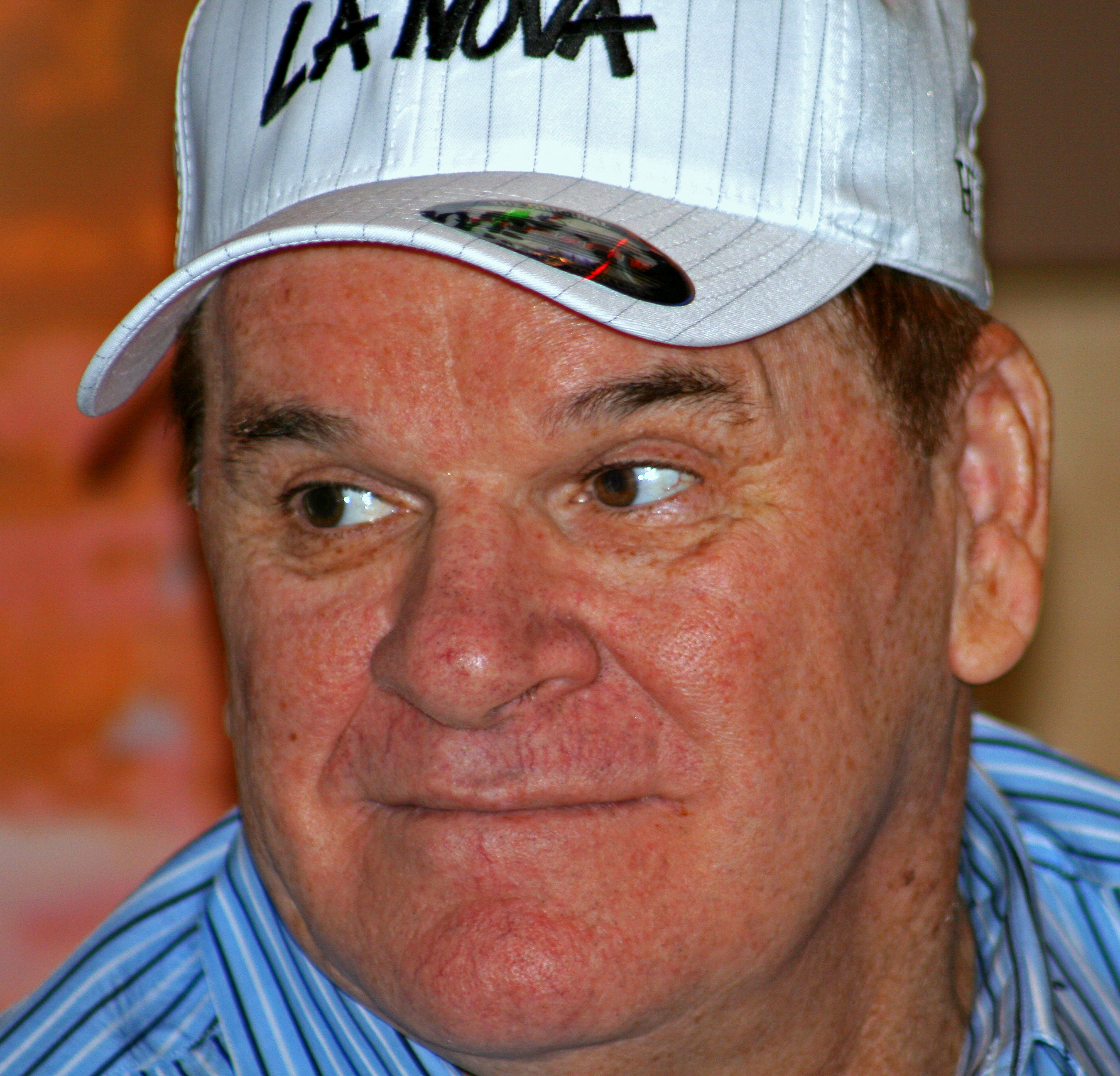
Pete Rose è il leader di tutti i tempi della MLB con 4256 valide

Il Club delle 3000 valide (3,000 hit club in inglese) riunisce i battitori che hanno raggiunto o superato le 3000 valide in carriera nella Major League Baseball.
Cap Anson fu il primo a tagliare tale traguardo, il 18 luglio 1897, anche se il suo totale in carriera non è chiaro. Due giocatori, Nap Lajoie e Honus Wagner, raggiunsero le 3000 valide nella stagione 1914. Ty Cobb divenne il quarto membro del club nel 1921 e il primo giocatore a raggiungere le 4000 valide nel 1927, chiudendo la sua carriera con oltre 4100. Cobb, che è anche il leader di tutti i tempi in media battuta, conservò il suo primato fino all'11 settembre 1985, quando Pete Rose raggiunse la valida numero 4192. Rose, l'attuale detentore del record, concluse la carriera con 4256 valide, un'impresa che di per sé lo avrebbe reso meritevole dell'introduzione nella Hall of Fame se la Major League Baseball non lo avesse squalificato a vita a causa delle sue scommesse mentre era manager dei Cincinnati Reds. La carriera di Roberto Clemente si concluse con esattamente 3000 valide, tagliando il traguardo all'ultimo turno in battuta in carriera. Clemente morì in un incidente aereo il 31 dicembre 1972. Albert Pujols è il giocatore che ha battuto 3000 valide più di recente, il 5 maggio 2018.
In totale, 31 giocatori hanno battuto 3000 valide nella storia della MLB. Di questi, 15 erano battitori destri, 13 mancini e due battevano indifferentemente a destra e sinistra. Dieci di questi giocatori hanno giocato per una sola squadra durante la carriera. Cinque giocatori, Hank Aaron, Willie Mays, Eddie Murray, Rafael Palmeiro e Alex Rodriguez hanno anche battuto 500 fuoricampo. Con una media battuta di. 367, Cobb ha la più alta media del club, mentre Cal Ripken, Jr. la più bassa con. 276. Rodriguez, Derek Jeter e Wade Boggs sono gli unici ad avere battuto un fuoricampo con la loro 3000ª valida e Paul Molitor e Ichirō Suzuki gli unici ad avere battuto un triplo in quell'occasione; tutti gli altri hanno battuto un singolo o un doppio. Craig Biggio fu eliminato in seconda base tentando di trasformare la valida numero 3000 da un singolo a un doppio. Biggio e Jeter sono gli unici ad avere battuto la 3000ª valida in una gara in cui ne colpirono cinque; Jeter raggiunse le basi in tutte quelle cinque occasioni.
Il giornalista del baseball Josh Pahigian scrisse che l'appartenenza a questo club è stata "a lungo considerata lo standard per definire i battitori superiori." Raggiungere le 3000 valide è spesso considerata una garanzia per entrare nella Baseball Hall of Fame. Tutti i membri eleggibili, con l'eccezione di Palmeiro, sono stati inseriti nella Hall of Fame e, dal 1962 tutti nel primo anno di eleggibilità, con l'eccezione di Biggio. Rose è ineleggibile nella Hall of Fame a causa della sua squalifica a vita dal baseball inflitta nel 1989. Dopo quattro anni in ballottaggio, Palmeiro, coinvolto in una vicenda di doping, non ha più raggiunto la soglia del 5% per rimanere in corsa nei ballottaggi degli anni successivi.

## Membri

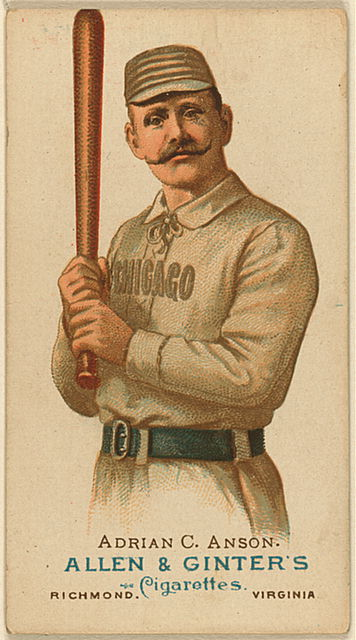
Cap Anson raggiunse le 3000 valide il 18 luglio 1897, il primo giocatore a riuscirvi

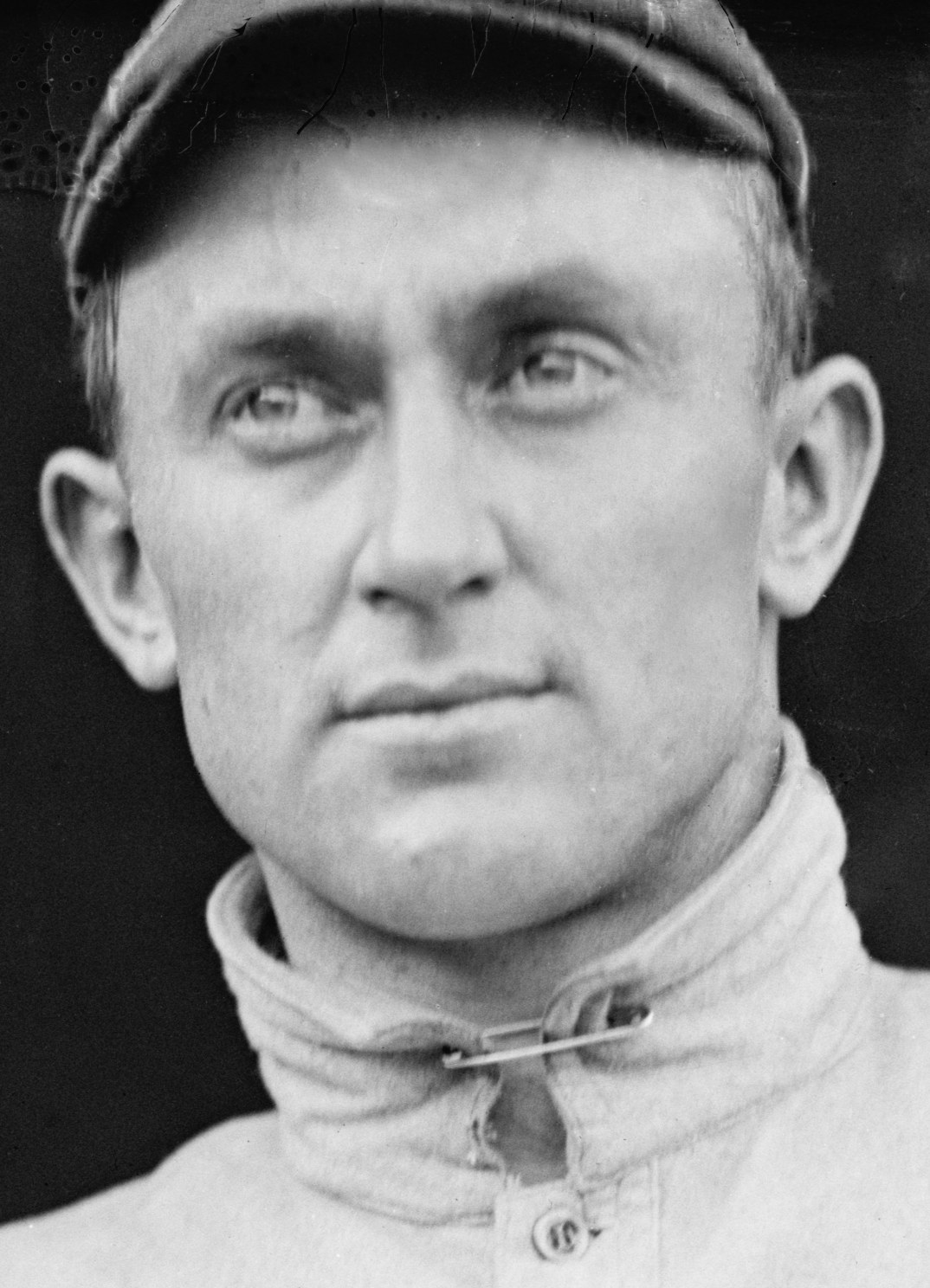
Nel 1927 Ty Cobb fu il primo a raggiungere le 4000 valide

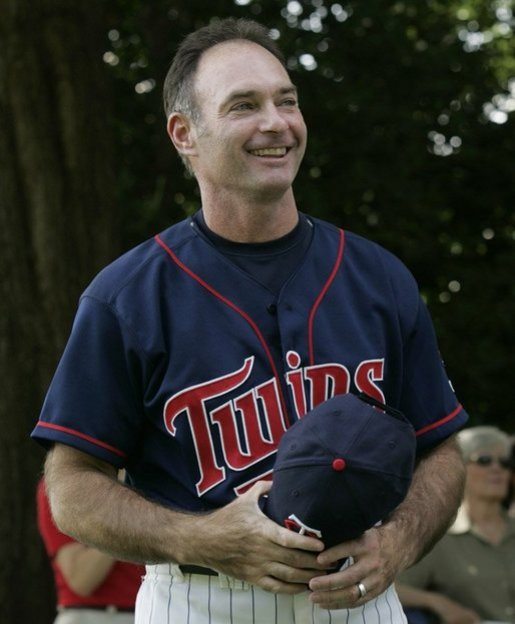
Paul Molitor batté un triplo con la 3000ª valida

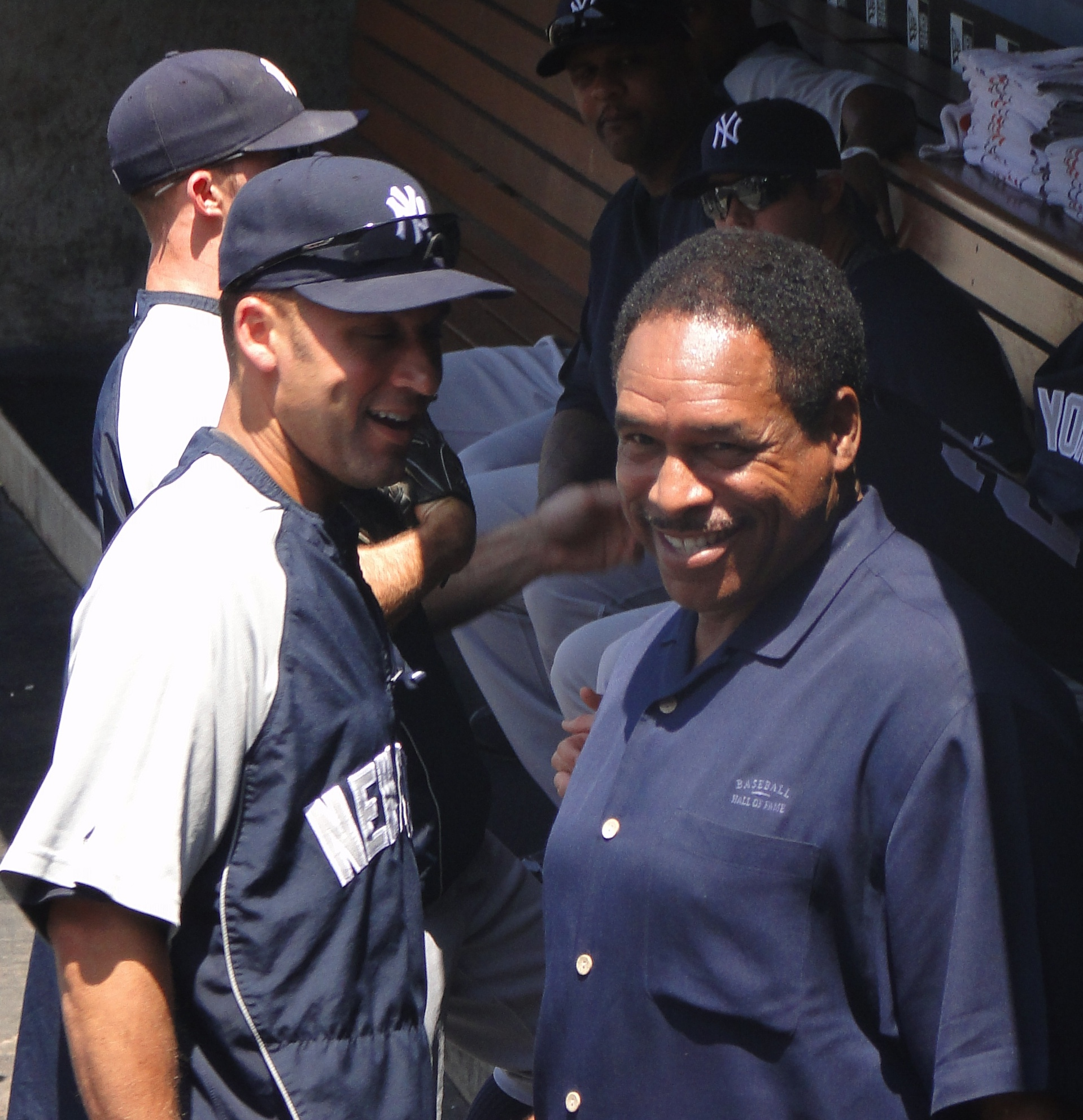
Derek Jeter (a sinistra) e Dave Winfield sono entrambi membri del club

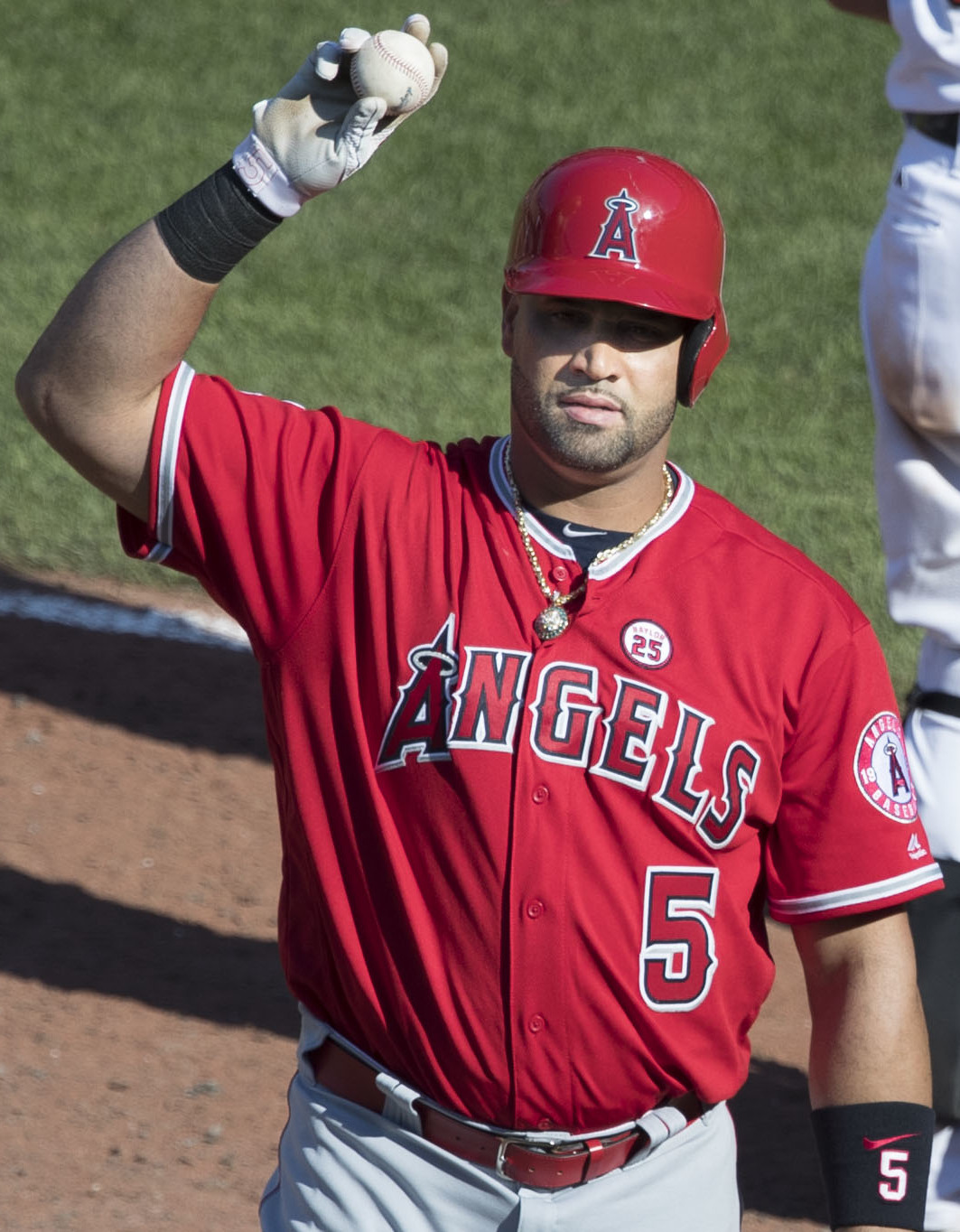
Albert Pujols è il membro più recente del club

|  | Membro della Baseball Hall of Fame |
|  | Giocatore in attività              |

Statistiche aggiornate al 10 luglio 2018.
| Giocatore        | Valide totali | Media in battuta | Data              | Squadra              | Stagioni                   | 3000ª valida | Note          |
| ---------------- | ------------- | ---------------- | ----------------- | -------------------- | -------------------------- | ------------ | ------------- |
| Pete Rose        | 4256          | .303             | 5 maggio 1978     | Cincinnati Reds      | 1963–1986                  | Singolo      | [ 20 ]        |
| Ty Cobb          | 4189          | .366             | 19 agosto 1921    | Detroit Tigers       | 1905–1928                  | Singolo      |               |
| Hank Aaron       | 3771          | .305             | 17 maggio 1970    | Atlanta Braves       | 1954–1976                  | Singolo      | [ 21 ]        |
| Stan Musial      | 3630          | .331             | 13 maggio 1958    | St. Louis Cardinals  | 1941–1944, 1946–1963       | Doppio       | [ 22 ]        |
| Tris Speaker     | 3514          | .345             | 17 maggio 1925    | Cleveland Indians    | 1907–1928                  | Singolo      | [ 23 ]        |
| Derek Jeter      | 3465          | .310             | 9 luglio 2011     | New York Yankees     | 1995–2014                  | Fuoricampo   | [ 24 ]        |
| Honus Wagner     | 3430          | .329             | 9 giugno 1914     | Pittsburgh Pirates   | 1897–1917                  | Doppio       | [ 25 ]        |
| Carl Yastrzemski | 3419          | .285             | 12 settembre 1979 | Boston Red Sox       | 1961–1983                  | Singolo      | [ 26 ]        |
| Albert Pujols    | 3384          | .296             | 4 maggio 2018     | Los Angeles Angels   | 2001–2022                  | Singolo      | [ 9 ]         |
| Paul Molitor     | 3319          | .306             | 16 settembre 1996 | Minnesota Twins      | 1978–1998                  | Triplo       | [ 27 ]        |
| Eddie Collins    | 3314          | .333             | 3 giugno 1925     | Chicago White Sox    | 1906–1930                  | Singolo      | [ 28 ]        |
| Willie Mays      | 3293          | .301             | 3 luglio 1970     | San Francisco Giants | 1948, 1951–1952, 1954–1973 | Singolo      | [ 29 ]        |
| Eddie Murray     | 3255          | .287             | 30 giugno 1995    | Cleveland Indians    | 1977–1997                  | Singolo      | [ 30 ]        |
| Nap Lajoie       | 3252          | .339             | 27 settembre 1914 | Cleveland Naps       | 1896–1916                  | Doppio       |               |
| Cal Ripken, Jr.  | 3184          | .276             | 15 aprile 2000    | Baltimore Orioles    | 1981–2001                  | Singolo      | [ 31 ]        |
| Miguel Cabrera   | 3174          | .307             | 23 aprile 2022    | Detroit Tigers       | 2003–2023                  | Singolo      | [ 32 ]        |
| Adrián Beltré    | 3166          | .286             | 30 luglio 2017    | Texas Rangers        | 1998–2018                  | Doppio       | [ 33 ] [ 34 ] |
| George Brett     | 3154          | .305             | 30 settembre 1992 | Kansas City Royals   | 1973–1993                  | Singolo      | [ 35 ]        |
| Paul Waner       | 3152          | .333             | 19 giugno 1942    | Boston Braves        | 1926–1945                  | Singolo      | [ 36 ]        |
| Robin Yount      | 3142          | .285             | 9 settembre 1992  | Milwaukee Brewers    | 1974–1993                  | Singolo      | [ 37 ]        |
| Tony Gwynn       | 3141          | .338             | 6 agosto 1999     | San Diego Padres     | 1982–2001                  | Singolo      | [ 38 ]        |
| Alex Rodriguez   | 3115          | .295             | 19 giugno 2015    | New York Yankees     | 1994–2013, 2015–2016       | Fuoricampo   | [ 39 ]        |
| Dave Winfield    | 3110          | .283             | 16 settembre 1993 | Minnesota Twins      | 1973–1995                  | Singolo      | [ 40 ]        |
| Ichirō Suzuki    | 3089          | .311             | 7 agosto 2016     | Miami Marlins        | 2001–2019                  | Triplo       | [ 41 ] [ 42 ] |
| Craig Biggio     | 3060          | .281             | 28 giugno 2007    | Houston Astros       | 1988–2007                  | Singolo      | [ 43 ]        |
| Rickey Henderson | 3055          | .279             | 7 ottobre 2001    | San Diego Padres     | 1979–2003                  | Doppio       | [ 44 ]        |
| Rod Carew        | 3053          | .328             | 4 agosto 1985     | California Angels    | 1967–1985                  | Singolo      | [ 45 ]        |
| Lou Brock        | 3023          | .293             | 13 agosto 1979    | St. Louis Cardinals  | 1961–1979                  | Singolo      | [ 46 ]        |
| Rafael Palmeiro  | 3020          | .288             | 15 luglio 2005    | Baltimore Orioles    | 1986–2005                  | Doppio       | [ 47 ]        |
| Cap Anson        | 3011          | .331             | 18 luglio 1897    | Chicago Colts        | 1871–1897                  | Singolo      |               |
| Wade Boggs       | 3010          | .328             | 7 agosto 1999     | Tampa Bay Devil Rays | 1982–1999                  | Fuoricampo   | [ 48 ]        |
| Al Kaline        | 3007          | .297             | 24 settembre 1974 | Detroit Tigers       | 1953–1974                  | Doppio       | [ 49 ]        |
| Roberto Clemente | 3000          | .317             | 30 settembre 1972 | Pittsburgh Pirates   | 1955–1972                  | Doppio       | [ 50 ]        |